# Licuala grandis
Licuala grandis é uma espécie de planta de característica em palmeira da família Arecaceae pertencente ao gênero Licuala.
Conhecida popularmente como Palmeira-leque ou palmeira-leque-japonês.